# Happy!
Happy! is een Amerikaanse fantasy-actieserie met zwarte humor gemaakt voor Syfy. De serie liep oorspronkelijk van 6 december 2017 tot en met 29 mei 2019 en bestaat uit achttien afleveringen verdeeld over twee seizoenen. Het verhaal van Happy! is gebaseerd op dat uit de gelijknamige comicreeks van schrijver Grant Morrison en tekenaar Darick Robertson.

## Verhaal

### Seizoen 1
Nick Sax is een huurmoordenaar en voormalig rechercheur. Sinds zijn ontslag bij de politie leidt hij een roekeloos leven vol drank, drugs en grenzeloos geweld. Wanneer de broers Scaramucci hem proberen te liquideren, vermoordt hij hen. Voor hij sterft, probeert Mikey Scaramucci Nick iets toe te fluisteren. Hij vertelt hem dat het gaat om een wachtwoord dat hij heeft gekregen van zijn overleden oom, misdaadbaas Don Scaramucci. Waar dit precies goed voor is heeft de don er niet bij verteld. Omdat het wellicht toegang biedt tot veel macht, wil diens broer Francisco 'Blue' Scaramucci het koste wat kost hebben. Hij is daarom bereid om over lijken te gaan om Nick levend in handen te krijgen.
Terwijl Nick zich ontdoet van de broers Scaramucci, ontvoert een man in een kerstmannenpak de kleine Hailey. Het meisje is fan van een poppenshow die draait om zogenaamde 'Wishees' en hun bedenker, Sonny Shine. Hailey gaat daarom naar een liveshow samen met haar moeder Amanda en denkbeeldige vriendje Happy. Dit is een kleine vliegende blauwe eenhoorn. Hier neemt de man in het kerstmannenpak haar mee. Nadat haar ontvoerder Hailey opsluit in een houten krat, gaat Happy op zoek naar Nick om hem over te halen het meisje te redden.
Tijdens zijn eerste ontmoeting met Happy denkt Nick eerst dat hij hallucineert. Happy weet hem er niettemin van te overtuigen dat hij geen waanbeeld is. Wanneer hij Nick ook nog doet inzien dat Hailey zijn dochter is, gaat hij haar zoeken. Hij vindt hierbij talloze handlangers van Blue op zijn pad. Daarnaast zijn er allerlei leden van andere misdaadorganisaties die Nick willen vermoorden om te voorkomen dat hij Blue het wachtwoord kan geven.

### Seizoen 2
Hailey is niet meer in staat om Happy te zien, maar Nick ziet hem nog wel. Hij besluit daarom om voortaan zijn denkbeeldige vriend te zijn. Nick probeert zijn leven te beteren. Hij heeft zich voorgenomen om geen drank of drugs meer te gebruiken, niet meer te moorden en een zo goed mogelijke vader voor Hailey te zijn. Merry McCarthy is ontslagen bij de politie en aan het werk als makelaar. Ze is niettemin nog steeds vastbesloten om Sonny Shine achter de tralies te krijgen. Ze doet haar best om Nick ook weer bij haar jacht op hem te betrekken. Shine wil intussen Pasen transformeren tot het nieuwe Kerstmis, met de Wishees en hem als stralend middelpunt. Zijn verklede compagnons blijken in werkelijkheid wezens uit de onderwereld. Shine blijkt zijn macht daarnaast te danken aan chantage: hij bezit video-opnamen van talloze machtige mensen terwijl ze perverse fantasieën uitleven.
Blue Scaramucci raakt steeds meer bezeten door Orcus, god van de dood. Omdat er geen andere Scaramucci's meer zijn waarnaar hij over kan springen, probeert hij zijn plannen waar te maken vanuit de gevangenis waarin Blue verblijft. Hij werft een leger onder de gedetineerden. Smoothie leeft nog en doet het voorkomen alsof hij aan Sonny's kant staat. In werkelijkheid heeft hij een plan om zowel Shine te vermoorden als wraak te nemen op Nick. Amanda kan zich niet herinneren wat er is gebeurd in Shine Tower en grijpt naar allerlei middelen om van haar nare gevoel af te komen

## Rolverdeling
- Christopher Meloni als Nick Sax
- Patton Oswalt als Happy (stem)
- Lili Mirojnick als Meredith 'Merry' McCarthy
- Medina Senghore als Amanda Hansen
- Bryce Lorenzo als Hailey Hansen
- Ritchie Coster als  Francisco 'Blue' Scaramucci en Orcus
- Patrick Fischler als Smoothie
- Joseph D. Reitman als  Very Bad Santa
- Christopher Fitzgerald als Sonny Shine
- Antonia Rey als Tante Assunta
- Debi Mazar als Isabella Scaramucci
- Michael Maize als Le Dic